# Dois na bossa número 3
Dois na bossa número 3 (noto anche come Dois na bossa n°3) è un album di Elis Regina e Jair Rodrigues, pubblicato nel 1967 dalla Philips (LP P 765.020 L). Fu registrato dal vivo al Teatro Paramount, a San Paolo, per lo spettacolo televisivo O fino da bossa.

## Il disco
Dois na bossa número 3 è il terzo e ultimo di una serie di 3 album realizzati da Elis Regina in coppia con il cantante di samba Jair Rodrigues tra il 1965 e il 1967.
Registrato dal vivo per uno spettacolo televisivo animato dalla coppia, il disco segue il successo dei precedenti Dois na bossa e Dois na bossa número 2.
Si tratta dell'ultima collaborazione tra "Pimentinha" e Jair Rodrigues prima che la cantante ottenesse di condurre uno show televisivo musicale come unica protagonista e divenisse così, di nome e di fatto, la regina incontrastata della musica brasiliana.
Rispetto ai primi due dischi la bontà della registrazione è decisamente superiore, ma l'album risulta forse inferiore per la scelta del repertorio e per l'interpretazione di Elis, maturata musicalmente e cresciuta in età e quindi forse non più adatta ad interpretare con Rodrigues il cliché di brotos, della coppia di cantanti giovani e carini che tanta fortuna aveva avuto.
Il disco contiene due medley, uno di brani samba dedicati alla scuola di samba del bairro di Mangueira, e l'altro di canzoni "romantiche", in realtà bellissimi pezzi bossa nova di Carlos Lyra, Antônio Carlos Jobim e Vinícius de Moraes.
Anche in questa occasione, comunque, Elis, dimostra il suo talento con una interpretazione da brivido di una delle poche canzoni considerate realmente "politiche" di Vinícius de Moraes, Marcha da quarta-feira de cinzas (musicata da Carlos Lyra).

## Tracce
1. Imagem (Luiz Eça-Ronaldo Bôscoli) - 2:39
2. Pot-pourri de Mangueira - 5:01
  - Mangueira (Assis Valente-Zequinha Reis)
  - Fala, Mangueira (Mirabeau-Milton de Oliveira)
  - Exaltação à Mangueira (Enéas Brites-Aloisio Costa)
  - Mundo de zinco (Nássara-Wilson Batista)
  - Levanta, Mangueira (Luiz Antônio)
  - Despedida de Mangueira (Aldo Cabral-Benedito Lacerda)
  - Pra machucar meu coração (Ary Barroso)
3. O ser humano (Osmar Navarro) - 2:55
4. Cruz de cinza, cruz de sal (Teresa Souza-Walter Santos) - 2:00
5. Serenata em teleco-teco (Gilberto Gil) - 2:02
6. Manifesto (Guto-Mariozinho Rocha) - 3:19
7. Pot-pourri romântico - 5:42
  - Minha namorada (Carlos Lyra-Vinicius de Moraes)
  - Eu sei que vou te amar (Tom Jobim-Vinicius de Moraes)
  - A volta (Roberto Menescal-Ronaldo Bôscoli)
  - Primavera (Carlos Lyra-Vinicius de Moraes)
8. Amor de carnaval (Zé Keti) - 3:07
9. Marcha da quarta-feira de cinzas (Carlos Lyra - Vinicius de Moraes) - 3:09
10. Capoeira camará (Paulo da Cunha) - 2:21

## Formazione
- Elis Regina - voce
- Jair Rodrigues - voce
- Luiz Loy Quinteto